# Severino Reija
Severino Reija (ur. 25 listopada 1938 w Lugo) – hiszpański piłkarz występujący podczas kariery zawodniczej na pozycji obrońcy. Uczestnik mistrzostw świata w 1962 roku i 1966 roku oraz mistrzostw Europy 1964.

## Kariera
W latach 1958–1959 grał w Deportivo La Coruña. W 1959 roku został piłkarzem Realu Saragossa. Z tym klubem dwa razy zdobył Puchar Króla oraz raz świętował wygranie Pucharu Miast Targowych.
W reprezentacji Hiszpanii zadebiutował 31 maja 1962 roku w meczu z Czechosłowacją. Zagrał w niej w sumie 20-krotnie.